# Германско-намибийские отношения
Германско-намибийские отношения — двусторонние отношения между Германией и Намибией.

## История
Основная часть территории Намибии была колонией Германии. В июле 2019 года Д. Гюнтер посетил Намибию.

## Культурное сотрудничество
В 1991 году между Германией и Намибией было заключено культурно-гуманитарное соглашение. Для поддержки инициатив в рамках этого соглашения был создан специальный германско-намибийский фонд. В 2016 году все проекты этого фонда были переданы Институту имени Гёте. С 2011 года Германия 3 раза передала Намибии останки местных жителей из музеев германских городов.